# Подобие на живот
„Подобие на живот“ (на английски: Imitation of Life) е американска драма от 1959 година с участието на Лана Търнър, заснета от Юнивърсъл Студиос по мотиви от едноименния роман на Фани Хърст.

## Сюжет
1947 година. Вдовицата Лора Меридит (Лана Търнър) мечтае за бляскава кариера на Бродуей. Изгубвайки следите на малката си дъщеря Сюзи (Тери Бърнъм) на плажа, тя моли случайно срещнатият Стив Арчър (Джон Гавин) да и помогне да я открие. Сюзи е намерена и върви след Ани Джонсън (Хуанита Мур), самотна тъмнокожа майка, чиято дъщеря, Сара Джейн (Карън Дикър) е на възрастта на Сюзи. За разлика от майка си, Сара Джейн е с доста светъл цвят на кожата си, което се дължи на факта, че баща и е бял и тя го изтъква с голяма ревност и усърдие. За да се отблагодари за добрината на Ани, Лора ги приютява в дома си. Ани убеждава Лора, тя и Сара Джейн да останат и да се грижат за Сюзи, докато тя преследва актьорската си кариера.
С много труд Лора се утвърждава като звезда на комедийната сцена с помощта на своя агент Алън Лумис (Робърт Алда) и продуцента Дейвид Едуардс (Дан О′ Хърлихи). Междувременно Лора е започнала връзка със Стив Арчър, непознатия мъж от плажа, която се разпада, защото той не може да приеме статута и на звезда. Заради ангажиментите в кариерата си, Лора прекарва все по-малко време с дъщеря си, за която се грижи Ани. Тя и Сара Джейн обаче си имат свои собствени проблеми. Сара Джейн се противопоставя на афроамериканския произход на майка си и се опитва да се отъждестви като бяла за да получи конкретни привилегии в обществото.
1958 година. Единадесет години по-късно Лора е вече известна бродуейска звезда и живее в луксозна къща в Ню Йорк. Ани продължава да е до нея изпълнявайки едновременно ролята на бавачка, икономка, довереница и най-добра приятелка. След като отказва новия сценарий на Дейвид и предложението му за брак, Лора приема роля в драматична пиеса. На партито след края на представлението тя среща Стив, когото не е виждала от десет години. Постепенно между тях се разгарят старите чувства. След толкова години Стив отново се среща с Ани и вече превърналите се в млади дами Сюзи (Сандра Дий) и Сара Джейн (Сюзан Конър). Когато Лора приема да се снима в италиански филм, тя оставя Стив да се грижи за Сюзи, но тийнейджърката се влюбва в приятеля на майка си. По същото време Сара Джейн започва да се среща с бялото момче Франки (Трой Донахю). Разбирайки за тъмнокожия и произход, той я пребива в една тъмна уличка.
Известно време след това, Сара Джейн си намира работа като танцьорка в долнопробен нощен клуб, но казва на майка си, че работи библиотека. Когато Ани научава истината, отива в клуба за да търси сметка от дъщеря си, но разбира, че е уволнена заради произхода си. Това отхвърляне от страна на младото момиче започва да затормозява физически и психически Ани. Когато Лора се връща от Италия узнава, че Сара Джейн е напуснала общия им дом. Тя моли Стив да наеме детективи за да открият момичето. Те я намират в Калифорния живееща под чуждо име и представяща се за бяла жена, работейки като певица в хор. Ани, която от ден на ден става все по-слаба и депресирана, заминава за Калифорния за да види още веднъж дъщеря си и да се сбогува с нея.
Връщайки се в Ню Йорк, Ани ляга тежко болна. Лора и Сюзи се грижат за нея. Чувствата на Сюзи към Стив се задълбочават и тя се срива психически, когато узнава за намерението му да се омъжи за майка и. Ани предупреждава Лора, че Сюзи е смазана. След конфликт с майка си, младото момиче решава да замине да учи в Денвър, Колорадо за да забрави Стив. Не след дълго след като Сюзи заминава, Ани умира от „разбитото си сърце“.
Според последната воля на Ани, Лора и организира пищна погребална церемония в катедрала, с участието на госпел хор, последвана от традиционна церемония с духова музика и теглена от коне катафалка. Точно преди шествието да тръгне, обляна в сълзи през тълпата от опечалени си пробива път Сара Джейн и се хвърля върху ковчега на майка си, молейки я за прошка. Лора взима Сара Джейн в лимузината, в която са още Стив и Сюзи, и шествието бавно потегля през града.

## В ролите
- Лана Търнър като Лора Меридит
- Хуанита Мур като Ани Джонсън
- Джон Гавин като Стив Арчър
- Сандра Дий като Сюзи на 17 години
- Сюзан Конър като Сара Джейн на 19 години
- Робърт Алда като Алън Лумис
- Дан О′ Хърлихи като Дейвид Едуардс
- Карън Дикър като Сара Джейн на 8 години
- Тери Бърнъм като Сюзи на 6 години
- Ан Робинсън като вариететната танцьорка
- Трой Донахю като Франки
- Сандра Гулд като Анет
- Джак Уестън като Том
- Махалия Джаксън като солистката на госпел хора

## Награди и номинации
През 2015 г. филмът е включен в Националния филмов регистър.

### Награди
- Награда Златен глобус на Сюзан Конър за най-добра второстепенна женска роля от 1960 година.
- Награда Златен Лоуръл за най-добра драма от 1959 година.
- Второ място за наградата Златен Лоуръл на Хуанита Мур за най-добра второстепенна женска роля от 1959 година.

### Номинации
- Две номинации за Оскар за най-добра второстепенна женска роля на Сюзан Конър и Хуанита Мур от 1960 година.
- Номинация за Златен глобус на Хуанита Мур за най-добра второстепенна женска роля от 1960 година.
- Номинация за наградата на Режисьорската гилдия на Америка на Дъглас Сирк за „изключителен режисьорски принос в киното“ от 1960 година.
- Номинация за наградата Златен Лоуръл на Ръсел Мити за най-добра операторска работа от 1959 година.[2]